# Мечеть «Сунна»
Мечеть «Сунна» — мечеть міста Харків. Мечеть розташована за адресою: вулиця Барабашова, 36А.

## Історія
Мусульманська релігійна громада «Сунна» зареєстрована 2011 року.
20 липня 2022 року внаслідок російського ракетного обстрілу пошкоджено мечеть.
Певний час імамом мечеті був Артур Абу Ібрагім (Артур Якубов), що загинув 2024 року під час бойових дій.